# Legitimes Machtmonopol
Das legitime Machtmonopol ist das ökonomisch entscheidende Merkmal des Staates, mit dem er sich von anderen Staaten unterscheidet.
Mit dem legitimen Machtmonopol ist es dem Staat möglich, private Wirtschaftssubjekte dazu zu zwingen, bestimmten Verbänden anzugehören (→ Zwangsverband) und Zwangsabgaben zu leisten.